# Zenani Mandela-Dlamini
Zenani Mandela-Dlamini (sinh ngày 4 tháng 2 năm 1959) là tên của nột nữ ngoại gia người Nam Phi và cũng là con gái đầu của cố tổng thống Nam Phi Nelson Mandela và người vợ thứ hai của ông là nữ chính trị gia Winnie Madikizela-Mandela.

## Lí lịch
Bà gần như là được sinh trong tù khi mẹ của bà bị bắt khi đang mang thai ở cuối tháng thứ 8. Khi bà lên 4 tuổi, cha bà bị tống giam trong suốt 27 năm. Đến khi bà 16 tuổi thì bà mới thể thăm cha bà.
Bà học ngành khoa học tự nhiên tại trường đại học Boston. Tại đó, bà gặp hoàng tử Thumbumuzi Dlamini của Swaziland (anh trai của vua đương thời là Mswati III) cũng học cùng ngành khoa học tự nhiên với bà. Cả hai người kết hôn với nhau và có bốn người con lần lượt tên là: Zaziwe (sinh năm 1977), Zamaswazi (sinh năm 1979), Zinhle (sinh năm 1980) và Zozuko (sinh năm 1992) và hiện có bốn người cháu. Tuy nhiên, hiện tại bà và chồng bà đang trong tình trạng li thân.
Vào tháng 7 năm 2012, bà được bổ nhiệm làm đại sứ của Nam Phi để đến Argentina (tuy nhiên thời gian nhậm chức là tháng 10). Sau đó, đối thủ của bà là nhà ngoại giao Tony Leon nghỉ hưu, vì thế bà được bổ nhiệm vào vị trí này. Sau đó đến năm 2017, bà không còn giữ vị trí này nữa vì bà đã được bổ nhiệm làm đại sứ đến đến Mauritius.
Sau khi cố tổng thống Nelson Mandela được bầu làm tổng thống và li dị với mẹ của bà, bà được bổ nhiệm làm chức "đệ nhất phu nhân" hay hiểu nôm na là vợ tổng thống cho đến khi cha bà tái hôn vào năm 80 tuổi với bà Graça Machel.